# Philodromus assamensis
Philodromus assamensis là một loài nhện trong họ Philodromidae.
Loài này thuộc chi Philodromus. Philodromus assamensis được Benoy Krishna Tikader miêu tả năm 1962.